# Paradelma orientalis
Paradelma orientalis is een hagedis die behoort tot de gekko's en de familie heuppotigen (Pygopodidae).

## Naam en indeling
De wetenschappelijke naam van de soort werd voor het eerst voorgesteld door Albert Günther in 1876. Oorspronkelijk werd de wetenschappelijke naam Delma orientalis gebruikt en werd de hagedis tot het geslacht Delma gerekend. De hagedis werd later aan andere geslachten toegekend, namelijk Cryptodelma en Pygopus. De hagedis werd door James Roy Kinghorn in 1926 aan het geslacht Paradelma toegewezen en is tegenwoordig de enige vertegenwoordiger van deze monotypische groep.
De soortaanduiding orientalis betekent vrij vertaald 'uit het oosten'.

## Uiterlijke kenmerken
De hagedis heeft een slang-achtig, pootloos lichaam, de pootjes zijn gereduceerd tot kleine flapjes die echter wel iets groter zijn in vergelijking met de meeste andere heuppotigen. Paradelma orientalis bereikt een kopromplengte tot ongeveer 20 centimeter exclusief de staart. De schubben op het midden van het lichaam zijn in 18 tot 20 lengterijen gelegen, de buikschubben zijn gepaard.
De lichaamskleur is bruin tot grijsbruin, achter de kop is een donkere dwarsband aanwezig, de achterzijde van de kop is lichter van kleur tot geel en de snuit is donkerder van kleur.

## Verspreiding en habitat
De hagedis komt endemisch voor in Australië en alleen in de staat Queensland. De habitat bestaat uit droge tropische en subtropische bossen en droge savannen.

## Beschermingsstatus
Door de internationale natuurbeschermingsorganisatie IUCN is de beschermingsstatus 'veilig' toegewezen (Least Concern of LC).